# Peltigera didactyla
Peltigera didactyla (Syn.: Peltigera spuria Ach. (Nyl.), dt. Zwerg-Schildflechte) ist eine weltweit verbreitete Blattflechtenart. Sie ist Flechte des Jahres 2013.

## Beschreibung
Die Oberseite von Peltigera didactyla ist graugrün, in trockenem Zustand aschgrau. Die jungen Stadien sind muschelförmige Läppchen, die rundliche Sorale tragen, in denen die Soredien (ungeschlechtliche Vermehrungseinheiten) gebildet werden. Im älteren Stadium bildet sie rosettige Lager mit bis zu 5 cm breiten Lappen aus und die Sorale verschwinden, stattdessen werden randständig aufsteigende braune Fruchtkörper (Apothecien) ausgebildet. Zumindest in der Nähe des Lagerrandes ist die Oberfläche feinfilzig behaart. Die Unterseite trägt weißliche bis bräunliche Adern und Rhizinen.
Das deutlich wechselnde Erscheinungsbild vom Jugendstadium zum älteren Stadium führte dazu, dass Peltigera didactyla unter verschiedenen Namen beschrieben wurde, deren Zusammengehörigkeit erst später erkannt wurde: Als Peltigera erumpens in der Jugendform mit Soralen, als Peltigera hazslinszkyi mit Soralen und Apothecien sowie als Peltigera spuria nur noch mit Apothecien. Auch mit anderen Arten der Gattung Peltigera ist die Art leicht zu verwechseln.
Peltigera didactyla ist eine Blaualgenflechte, der Photobiont gehört zur Gattung Nostoc. Außerdem sind Cephalodien vorhanden.

## Vorkommen
Als ausgeprägte Pionierart, die oft rasch wieder verschwindet, ist Peltigera didactyla beispielsweise an offenen Böschungen, erdimprägnierten Silikatfelsstandorten, aufgelassenen Kiesgruben oder alten Feuerstellen anzutreffen.
Die Art ist kosmopolitisch von der Arktis bis zur Antarktis zu finden und kommt auch in Mitteleuropa vor.

## Sonstiges
Die Bryologisch-lichenologische Arbeitsgemeinschaft für Mitteleuropa benannte Peltigera didactyla als Flechte des Jahres 2013.